# 正珠尔扎布

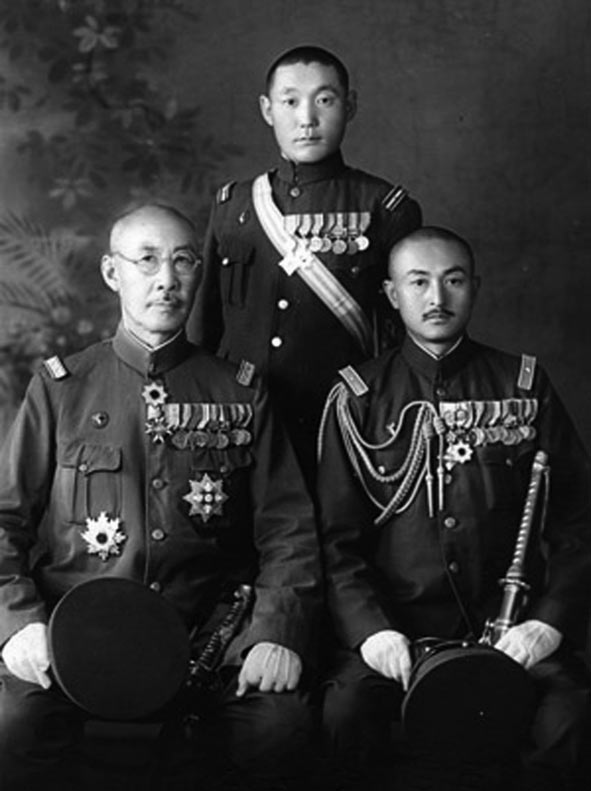
左戴眼鏡為烏爾金，右為正珠爾扎布

正珠尔扎布（1906年—1967年11月），汉名韩信宝、韩绍德，和名川岛成信、田中正，清末内扎萨克蒙古卓索图盟土默特左翼旗人，生于苏鲁克（今辽宁省彰武县）。他是巴布扎布之子。满洲国蒙古族军事将领。

## 生平
正珠尔扎布生于苏鲁克大冷营子（今辽宁省彰武县大冷蒙古族乡大冷村）。父親巴布扎布在彰武县任巡警局長，1912年携全家赴外蒙古的库伦（今蒙古國乌兰巴托），1916年第二次满蒙独立運動期间举兵战死。父親死後，他随家人被川島浪速送往旅順口，入日本第二高等小学校。1922年4月，赴日本留学，就讀於東京府立第六中学校（今東京都立新宿高等學校）。在中学期间，正珠尔扎布起了日本名字「川島成信」。当時，巴布扎布在日本名声高涨，正珠尔扎布作为其子，结识了许多日軍将校和右翼人物。1925年，入陸軍士官学校砲兵科，作为士官候補生配属于野砲兵第1連隊。1926年10月，本科入中華隊第19期学习。
1928年，从陆军士官学校毕业后，正珠尔扎布入南满铁路任鄭家屯事務所職員，使用日本名「田中正」。在翻译和办公间歇，正珠尔扎布翻阅蒙古歷史資料及文献，加深同内蒙古王公和名人的交往。1931年9月九一八事变爆发，其兄甘珠爾扎布召集蒙古族青年和知識分子成立蒙古独立軍，正珠尔扎布担任联絡处長，负责同关東軍的折衝。满洲国成立後，正珠尔扎布接受警察官教育，任职于公安局警務科。后来他出任满洲国蒙政部事務官，在蒙政部制定向把興安省向总督制昇格的计划，但未能成功。1935年参加满洲里会議，负责翻译和联络。
1937年6月，正珠尔扎布任满洲国治安部警務司检阅科係長，同老朋友、治安部顧問野田又雄大尉再会。野田作为軍人推荐正珠尔扎布任大佐（上校）以及其兄长升职。1937年11月1日，正珠尔扎布被任命为騎兵上校。在治安部学习了2个月軍事状況后，1938年1月被任命为興安軍管区参謀处長，该军管区驻地为郑家屯。1938年10月，入奉天（今沈阳）的中央陸軍訓練处第2专科，中间因为诺门罕战役而中断，翌年11月从该专科毕业。当时因为日本时局緊迫，他未能进入陸軍大学校。
1939年，诺门罕战役发生，正珠尔扎布因在战斗中十分活躍而获「武功章」。但是因为在战场上看到興安軍瓦解和敗走，正珠尔扎布对蒙古族士兵感到失望，便向顧問部提出实施征兵制并淘汰现有将校。11月从专科毕业后，任興安師（后为第2師）的步兵团長。后来他出任1940年4月实施的第9軍管区第2師「特命检阅」的統制官，同年，满洲国国兵法施行，他担任征兵官。
1943年3月，正珠尔扎布被任命为第10軍管区少将参謀長，隶属日军盐泽师团。太平洋战争激化后，其長兄濃乃扎布正代表外蒙古进行对满工作的情報传入了第10軍管区。正珠尔扎布同周围一部分日本軍官的关系逐渐恶化，1944年4月发展成日本軍官扬言辞職的騒動。
1945年8月9日，苏联对日本宣战，第10軍管区（駐海拉尔）奉命赴兴安岭阻止苏联红军的进攻。8月10日，该部途经錫尼河时，正珠尔扎布同第10軍管区中将司令官郭文林策划進行了倒戈，杀死日本軍官，率部向苏联红军投诚，并将该计划告知了所部蒙古族軍官。8月11日上午10時许，各隊一齐发动事变，杀死日本軍官（共29名）。第10軍管区約2,000名官兵于8月13日投降苏联红军，即所謂「锡尼河事件」。
此後，正珠尔扎布被苏联方面监管于哈巴罗夫斯克的收容所，1950年7月被移交中华人民共和国，1950年8月押入撫順战犯管理所接受改造。1960年11月28日，获得特赦，到海拉尔国营林场工作。1963年到1965年間，他在海拉尔市写下了许多回忆文字。
1966年开始后，正珠尔扎布同海拉尔国营林场的一些所谓“牛鬼蛇神”、“走资本主义道路的当权派”被隔离反省。1967年11月中旬某晚，正珠尔扎布在红卫兵命令其写有关材料后，在该林场的菜园内的树上自缢身亡。。

## 著作
- 《我的半生回忆》（原题为《日本帝国主义豢养下的正珠尔扎布》）
- 《满洲里会议》
- 《所谓“凌升通苏”事件的真相》
- 《诺门罕事件回忆片断》
- 《伪第十军管区投降苏军情况》
- 《巴布扎布事略》
- 《伪蒙自治军始末》
- 《肃亲王一家》
- 《日本帝国主义在我国东北和内蒙古地区的特务间谍活动》

## 家庭
- 父：巴布扎布（正珠尔扎布是其第三子）
- 长兄：濃乃扎布
- 二兄：甘珠尔扎布

## 註解
1. ↑  日语：／ Tanaka Tadashi
2. ↑  在旅順學習期間，正珠尔扎布起了漢名「韓信宝」。
3. ↑  “成”来自成吉思汗，“信”来自上杉謙信。
4. ↑  中華隊第19期即相当于陆军士官学校第40期，正珠尔扎布使用漢名「韓紹宏」。
5. ↑  日軍為表彰將領頒發的勳章。
6. ↑  日本用來稱呼特別儀仗隊。

### 文献
- 牧南恭子 『五千日の軍隊―満洲国軍の軍官たち』 創林社、2004年。ISBN 978-4906153169
- 森久男 『日本陸軍と内蒙工作　関東軍はなぜ独走したか』　講談社（講談社選書メチエ）、2009年。ISBN 978-4062584401
- 小澤親光 『秘史満州国軍―日系軍官の役割』 柏書房、1976年。
- 田中克彦 『ノモンハン戦争―モンゴルと満洲国』 岩波書店〈岩波新書〉、2009年。ISBN 978-4004311911